# Miguel Tapias
Miguel Tapias Dávila (Hermosillo, Sonora, México, 9 de enero de 1997) es un futbolista Mexicano. Juega como defensa central y su equipo actual es el Club Deportivo Guadalajara  de la Primera División de México.

## Trayectoria

### Inicios, Club de Fútbol Pachuca y Mineros de Zacatecas
Es un defensa o medio defensivo de gran estatura que salió de las fuerzas básicas del Club de Fútbol Pachuca, llegando al primer equipo en el 2016, pero en ese mismo año sería prestado al equipo Mineros de Zacatecas, para prepararse rumbo a retos mayores con el equipo. En 2018  regresaría a Club de Fútbol Pachuca donde estaría varios años. 

### Minnesotta United Football Club
El 8 de febrero de 2023, Minnesota United Football Club haría oficial la incorporación del defensa nacido en Sonora, siendo así el primer "Sonorense" en llegar a la MLS.

### Club Deportivo Guadalajara
El 17 de diciembre de 2024, se hace oficial el fichaje de Tapias, al Club Deportivo Guadalajara, convirtiéndose en el primer refuerzo de cara al Clausura 2025.

## Estadísticas
Actualizado al último partido jugado el 2 de marzo de 2024.
| Mineros · México                    | 1.ª           | 2016-17       | 17  | 0 | 6  | 0 | ― | ― | 23  | 0 |
| Mineros · México                    | 1.ª           | 2017-18       | 18  | 0 | 5  | 0 | ― | ― | 23  | 0 |
| Mineros · México                    | Total club    | Total club    | 35  | 0 | 11 | 0 | 0 | 0 | 46  | 0 |
| C. F. Pachuca · México              | 1.ª           | 2018-19       | 13  | 1 | 7  | 1 | ― | ― | 20  | 2 |
| C. F. Pachuca · México              | 1.ª           | 2019-20       | 6   | 0 | 6  | 0 | ― | ― | 12  | 0 |
| C. F. Pachuca · México              | 1.ª           | 2020-21       | 3   | 0 | ―  | ― | ― | ― | 3   | 0 |
| C. F. Pachuca · México              | 1.ª           | 2021-22       | 24  | 0 | ―  | ― | ― | ― | 24  | 0 |
| C. F. Pachuca · México              | 1.ª           | 2022          | 13  | 0 | ―  | ― | ― | ― | 13  | 0 |
| C. F. Pachuca · México              | Total club    | Total club    | 59  | 1 | 13 | 1 | 0 | 0 | 72  | 2 |
| Minnesota United Estados Unidos     | 1.ª           | 2023          | 32  | 1 | 2  | 0 | 4 | 0 | 29  | 1 |
| Minnesota United Estados Unidos     | 1.ª           | 2024          | 3   | 0 | -  | - | - | - | 3   | 0 |
| Minnesota United Estados Unidos     | Total club    | Total club    | 35  | 1 | 2  | 0 | 4 | 0 | 41  | 1 |
| Total carrera                       | Total carrera | Total carrera | 129 | 2 | 26 | 1 | 4 | 0 | 159 | 3 |
| (1)Incluye datos de la Copa México. |               |               |     |   |    |   |   |   |     |   |

## Palmarés

### Campeonatos nacionales
| Título  | Equipo  | Sede   | Año  |
| ------- | ------- | ------ | ---- |
| Liga MX | Pachuca | México | 2022 |